# Aleksandr Szaszkow
Aleksandr Gieorgijewicz Szaszkow (ros. Александр Георгиевич Шашков, ur. 30 sierpnia?/12 września 1900 we wsi Stiepnoje-Mitiunino (obecnie w obwodzie uljanowskim), zm. 25 czerwca 1942) był funkcjonariuszem radzieckich służb specjalnych w stopniu majora bezpieczeństwa państwowego.

## Życiorys
Urodził się w rodzinie cieśli. W 1915 skończył szkołę w Symbirsku, pracował jako robotnik kolejowy. Od 1919 do 1923 służył w Armii Czerwonej w Kazańskim Okręgu Wojskowym oraz na Froncie Południowo-Zachodnim i Froncie Turkiestańskim wojny domowej. Od 1923 pracował w OGPU, m.in. w Wydziale Transportowym GPU w Biełgorodzie i Charkowie, od sierpnia 1932 był komendantem GPU/NKWD kolejno w Charkowie i Kijowie. Od lipca 1937 do kwietnia 1938 pełnił funkcję szefa Wydziału Administracyjno-Gospodarczego NKWD Ukraińskiej SRR, od kwietnia 1938 do maja 1939 był pomocnikiem szefa Zarządu NKWD obwodu donieckiego/stalińskiego, a od maja 1939 do grudnia 1940 obwodu zaporoskiego, od marca do maja 1941 był zastępcą szefa Zarządu NKWD obwodu czerniowieckiego. Po ataku Niemiec na ZSRR został szefem Wydziału Specjalnego NKWD 2 Armii Uderzeniowej. Podczas walk na froncie został ranny w rękę i nogę, po czym zastrzelił się.